# Aspalathus recurva
Aspalathus recurva är en ärtväxtart som beskrevs av George Bentham. Aspalathus recurva ingår i släktet Aspalathus och familjen ärtväxter. Inga underarter finns listade i Catalogue of Life.